# Massimo Lopresti
Massimo Lopresti (Reggio Calabria, 24 novembre 1967) è un regista e autore televisivo italiano.

## Biografia
Ha diretto molti programmi musicali della rete televisiva MTV Italia, lavorandovi anche come project manager. Attualmente lavora in Mediaset.

## Programmi diretti
- Coca Cola live
- TRL Awards
- Black Box
- MTV Comedy Lab
- Lazarus
- Viva Las Vegas
- Most Wanted
- One Day
- Say What?
- School in Action
- Total Request Live

## Autore
- Domenica Live
- TOP DJ
- Verissimo